# Alisha Boe

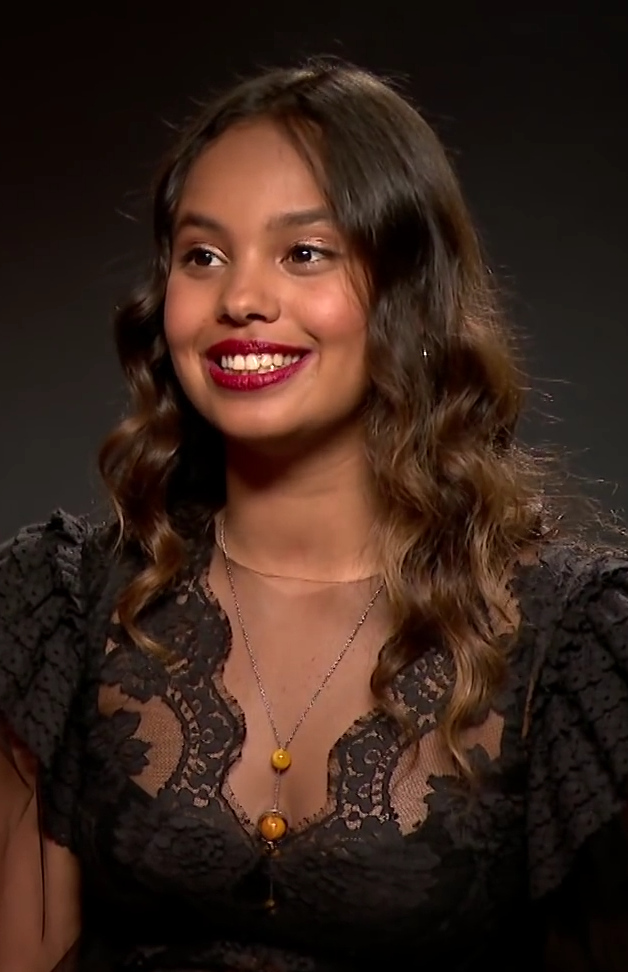
Alisha Boe (2018)

Alisha Boe (* 6. März 1997 in Oslo als Alisha Ilhaan Bø) ist eine norwegisch-US-amerikanische Schauspielerin somalisch-norwegischer Herkunft.

## Leben und Karriere
Alisha Boe wurde in der norwegischen Hauptstadt Oslo als Tochter eines Somaliers und einer Norwegerin geboren. Als sie drei Jahre alt war, zog die Familie nach New York City. Nachdem ihre Mutter einen Amerikaner heiratete, zog Boe mit ihnen nach Los Angeles, wo sie auch heute noch lebt. Sie besuchte die El Camino Real Highschool im San Fernando Valley, verließ diese jedoch vorzeitig, um sich der Schauspielerei zu widmen.
Im Jahr 2008 übernahm Boe ihre erste Rolle vor der Kamera. So spielte sie in dem Horrorfilm Amusement die Rolle der Lisa im Kindesalter. Die Erwachsenenrolle übernahm Jessica Lucas in dem Film. Seitdem übernahm sie in erster Linie Gastrollen in US-Serien, darunter Parenthood, Modern Family, Extant oder Navy CIS. 2012 folgte eine Nebenrolle im Film Paranormal Activity 4.
Von 2014 bis 2015 gehörte Boe zur Besetzung der Seifenoper Zeit der Sehnsucht. Weitere wiederkehrende Rollen verbuchte sie etwa mit CSI: Cyber, Ray Donovan oder Teen Wolf. Von 2017 bis 2020 war Boe als Jessica Davis in vier Staffeln der Netflix-Serie Tote Mädchen lügen nicht zu sehen.

## Filmografie (Auswahl)
- 2008: Amusement
- 2009: Plastic Makes Perfect (Kurzfilm)
- 2009: He’s on my Mind
- 2012: Parenthood (Fernsehserie, Episode 4x03)
- 2012: Paranormal Activity 4
- 2013: Trophy Wife (Fernsehserie, Episode 1x01)
- 2014: Modern Family (Fernsehserie, Episode 5x11)
- 2014: Extant (Fernsehserie, 2 Episoden)
- 2014–2015: Zeit der Sehnsucht (Days of Our Lives, Fernsehserie, 15 Episoden)
- 2015: Navy CIS (NCIS, Fernsehserie, Episode 13x06)
- 2015: Casual (Fernsehserie, 6 Episoden)
- 2015–2016: CSI: Cyber (Fernsehserie, 3 Episoden)
- 2015–2016: Ray Donovan (Fernsehserie, 4 Episoden)
- 2016: Teen Wolf (Fernsehserie, 3 Episoden)
- 2016: Horny Af (Kurzfilm)
- 2017: Gates of Darkness
- 2017: 68 Kill
- 2017–2020: Tote Mädchen lügen nicht (13 Reasons Why, Fernsehserie, 49 Episoden)
- 2018: Binge (Kurzfilm)
- 2018: Robot Chicken (Fernsehserie, Episode 9x19, Stimme)
- 2019: Yes, God, Yes – Böse Mädchen beichten nicht (Yes, God, Yes)
- 2019: Dancing Queens (Poms)
- 2019: The Last Conjuring – Im Bann des Satans (Gates of Darkness)
- 2020: Day by Day (Fernsehserie, Episode 1x09)
- 2022: When You Finish Saving the World
- 2022: Do Revenge
- seit 2023: The Buccaneers (Fernsehserie)
- 2024: Who Am I